# 王晓峰 (计算机科学家)
王晓峰是一位计算机科学家。他以在计算机安全、密码学、隐私与网络安全方面的研究而闻名。他于2004年加入印第安纳大学布卢明顿分校任教，2015年被任命为正教授，并于2023年被任命为该校拉迪信息学、计算和工程学院的研究副院长。
2004年，王晓峰在卡内基·梅隆大学获得电子与计算机工程博士学位。同年，他加入印第安纳大学布卢明顿分校任教。2004年-2010年，他担任助理教授；2010年-2015年担任副教授；自2015年起担任正教授。2017年，他被授予詹姆斯·H·鲁迪（James H. Rudy）计算机科学、工程与信息学教授称号。自2023年以来，他一直担任研究副院长，并兼任信息学、计算机和工程安全与隐私中心主任，以及安全计算中心主任。
他是数百篇计算机安全论文的作者，也是电气电子工程师学会（IEEE）、美國科學促進會（AAAS）和计算机协会（ACM）的会士。在印第安纳大学任职期间，他担任了总额超过2000万美元的项目的首席研究员。在ACM，他自2021年起安全、审计与控制分会（Special Interest Group on Security, Audit and Control，SIGSAC）的主席，并在2017年至2021年期间担任副主席。 
2025年3月30日，王晓峰和他妻子的资料被从大学网站上删除，美国联邦调查局和国土安全部搜查了他们在印第安纳州布卢明顿和卡梅尔的住所。大学没有就他们的行踪或目前的状况发表过任何的公开声明。王晓峰的律师表示王和其妻子均没有被拘留，也没有受到刑事指控。然而，其律师拒绝透露两人的位置。  

## 经历

### 教育
1993年王晓峰获得南京航空航天大学计算机科学工学学士学位，1996年他获得上海交通大学计算机科学工学硕士学位，2004年其获得卡内基梅隆大学电子与计算机工程博士学位。他的博士生导师是普拉迪普·科斯拉，现任加州大学圣地亚哥分校第八任校长。  

### 事业
博士毕业后，王晓峰前往印第安纳大学布卢明顿分校拉迪信息学、计算和工程学院任教。
2024年，王晓峰担任分布式机密计算中心（Center for Distributed Confidential Computing）的首席研究员。该中心是国家科学基金会在安全与可信计算（Secure and Trustworthy Computing）领域的研究项目；该项目由印第安纳大学牵头，涉及卡内基梅隆大学、杜克大学、俄亥俄州立大学、宾夕法尼亚州立大学、普渡大學、史贝尔曼学院及耶鲁大学的教职工。 

### FBI调查
2025年3月30日，印第安纳大学从其官网上移除了王晓峰及其妻子的个人资料，联邦调查局和国土安全部对他们的两处住宅进行了搜查。  他的工会代表在2025年3月28日仍与他有过联系，搜查期间其辩护律师也在他家。2025年4月2日，王晓峰的辩护律师代表他发表了声明。据CNBC报道，王晓峰于2025年3月28日被大学解雇，当天，联邦部门就突袭了他的住所。印第安纳大学并未对此次行动置评。 
2025年3月31日，美國大學教授聯合會布卢明顿分会表示，校方未经正当程序就解雇了王晓峰，此举违反既定的大学政策。 

## 荣誉
2018年，王晓峰被评为IEEE会士，2022年被评为AAAS会士，2023年被评为ACM会士。 

## 个人生活
被调查前，王晓峰与其妻子马念莉住在印第安纳州布卢明顿；马念莉是印第安纳大学布卢明顿分校图书馆技术部门的系统分析师和程序员。  